# Egestriomina albilineata
Egestriomina albilineata es una especie de coleóptero de la familia Anthicidae.

## Distribución geográfica
Habita en Nueva Gales del Sur (Australia).